# Šalčkov graben
Šalčkov graben je potok, ki teče po Ljubljanskem barju. Severno od naselja Lipe se kot desni pritok izliva v Ljubljanico.